# 10154 Tanuki
A 10154 Tanuki (ideiglenes jelöléssel 1994 UH) a Naprendszer kisbolygóövében található aszteroida. Kobajasi Takao fedezte fel 1994. október 31-én.